# Серпій
Серпій (Serratula) — рід рослин родини айстрові.

## Ботанічний опис
Багаторічні трави висотою від 15 до 90 см.
Суцвіття — кошики, квітки в основному двостатеві, від біло-рожевого до пурпурного кольору.
Плід — сім'янка.

## Поширення
Види серпію поширені у Євразії та зустрічаються у Північній Америці.

## Види
Виділяють від 25 до 70 видів серпію. Іноді деякі види виділяють в окремий рідKlasea, тоді кількість видів скорочується до 20. Деякі види серпію об'єднують в один вид як декілька підвидів.
Ті види, що позначені зірочкою (*), поширені в Україні.
1. Serratula alata Desf.
2. Serratula alatavica C.A.Mey.
3. Serratula algida Iljin
4. Serratula angulata Kar. & Kir.
5. Serratula aphyllopoda Iljin
6. Serratula bracteifolia Iljin & Grossh. — Серпій приквітковий*
7. Serratula cardunculus (Pall.) Schischk. — Серпій будяковий*
8. Serratula centauroides L.
9. Serratula chanetii H.Lév.
10. Serratula chartacea C.Winkl.
11. Serratula chinensis S.Moore
12. Serratula coriacea Fisch. & C.A.Mey.
13. Serratula coronata L. — Серпій увінчаний*
14. Serratula cupuliformis Nakai & Kitag.
15. Serratula dissecta Ledeb.
16. Serratula donetzica Dubovik — Серпій донецький*
17. Serratula dshungarica Iljin
18. Serratula erucifolia (L.) Boriss.
19. Serratula forrestii Iljin
20. Serratula hastifolia Korovin & Kult. ex Iljin
21. Serratula heterophylla L. — Серпій різнолистий*
22. Serratula hungarica Klok. — Серпій угорський*
23. Serratula kirghisorum Iljin
24. Serratula lancifolia Zakirov
25. Serratula lyratifolia Schrenk
26. Serratula marginata Tausch
27. Serratula polycephala Iljin
28. Serratula procumbens Regel
29. Serratula rugulosa Iljin
30. Serratula salsa Pall. ex M.Bieb.
31. Serratula scordium Lour.
32. Serratula sogdiana Bunge
33. Serratula strangulata Iljin
34. Serratula suffruticosa Schrenk
35. Serratula tanaitica P.Smirn. — Серпій донський*
36. Serratula tilesii Ledeb.
37. Serratula tinctoria L. — Серпій фарбувальний*
38. Serratula xeranthemoides Bieb. — Серпій сухоцвітий*